# برايان بيل (موسيقي)
برايان بيل (بالإنجليزية: Brian Bell)‏ هو موسيقي وملحن وعازف قيثارة أمريكي، ولد في 9 ديسمبر 1968 في آيوا سيتي في الولايات المتحدة.

## وصلات خارجية
- برايان بيل على موقع IMDb (الإنجليزية)
- برايان بيل على موقع ميوزك برينز (الإنجليزية)
- برايان بيل على موقع أول موفي (الإنجليزية)
- برايان بيل على موقع أول ميوزيك (الإنجليزية)
- برايان بيل على موقع ديسكوغز (الإنجليزية)
- برايان بيل على موقع قاعدة بيانات الفيلم (الإنجليزية)
- برايان بيل على موقع كينوبويسك (الروسية)